# David Budway
David Budway (* 1958) ist ein US-amerikanischer Jazz-Pianist.
Budway begann im Alter von fünf Jahren mit dem Klavierspiel und studierte klassisches Klavier an der Duquesne University in Pittsburgh. Mit seiner Schwester Maureen nahm er 1989 sein erstes Jazzalbum Jazz, the Budway auf. Eric Leeds, früher Saxophonist bei Prince, wurde auf ihn aufmerksam und lud ihn in dessen Paisley Park Studio in Chanhassen zu Aufnahmen für sein Album Things Left Unsaid ein.
1992 debütierte er als klassischer Pianist mit dem Pittsburgh Symphony Orchestra. Im gleichen Jahr arbeitete er erstmals mit dem Flötisten Hubert Laws, mit dem er drei Alben einspielte. Daneben arbeitete er mit Musikern wie Clark Terry, Joe Pass, Jon Faddis, Louie Bellson, Dave Liebman, George Benson, Mark Murphy, Jimmy Heath, Laura Macdonald und Dizzy Gillespie.
1997 ging er nach New York, wo er als Begleiter von Christiane Noll auftrat und Pianist von Stanley Turrentine und der Quintette von Jeff Tain Watts und Regina Carter wurde. Er veröffentlichte auch mehrere Alben als Bandleader.

## Diskographie
- Storm Then the Calm mit Hubert Laws
- Hubert Laws Plays French Classics in Memory of Jean Pierre Rampal mit Hubert Laws
- Moondance mit Hubert Laws
- Brief Encounter To Last A Lifetime
- The Music I Hear
- Bud Way, 2004